# Being for the Benefit of Mr. Kite!
«Being for the Benefit of Mr. Kite!» es una canción escrito por John Lennon (acreditado por Lennon-McCartney), grabada y publicado por la banda de rock The Beatles, Lanzado al mercado el 26 de mayo de 1967 para el álbum Sgt. Pepper's Lonely Hearts Club Band.

## Inspiración

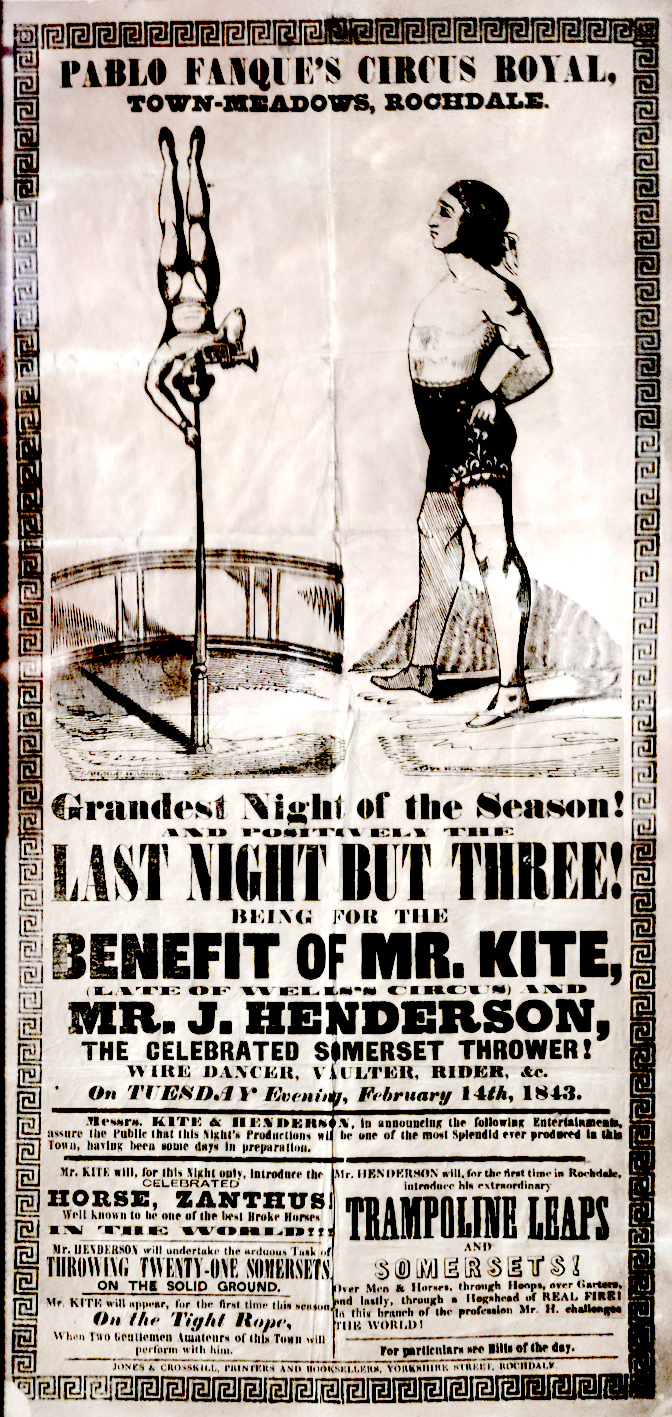
El afiche del Pablo Fanque's Circus Royal en el que está basada la canción

La inspiración para esta canción fue un afiche de circo que databa del siglo XIX, que adquirió John Lennon en una tienda de antigüedades el 31 de enero de 1967, mientras grababa el video promocional para "Strawberry Fields Forever" en Sevenoaks, Kent. Lennon dijo posteriormente que "toda la canción provino del afiche, excepto que el caballo no se llamaba Henry". (El afiche identifica al caballo como Zanthus). El "Sr. Kite" mencionado en la canción, es el artista circense William Kite, quien trabajó para Pablo Fanque entre 1843 y 1845.

## Grabación
Es una de las más complejas canciones en el álbum Sgt. Pepper y fue grabada el 17 de febrero de 1967, con sobreposiciones puestas el 20 de febrero (sonidos de efecto de órgano), 28 de marzo (armónica, órgano y guitarra), 29 de marzo y 31 de marzo. 
Lennon quiso que la pieza tuviera una "atmósfera de carnaval", porque le dijo al productor de The Beatles George Martin que deseaba que la canción "oliera a serrín". Después de intentar sin éxito con grabaciones múltiples y mucha experimentación con instrumentos "de circo", se dice que Martin literalmente cortó la cinta en piezas y después la juntó de nuevo al azar.
Aunque Lennon originalmente declaró que no estaba orgulloso de la melodía, en 1980 la describió como "pura, como una pintura, una acuarela pura."

## Personal
- John Lennon: voz principal, armonía vocal, órgano (Hammond L-100), tape loops, armónica baja (Höhner Bass Harm).
- Paul McCartney: bajo (Rickenbacker 4001s), armonía vocal, guitarra líder al inversa (Fender Esquire).
- George Harrison: armónica baja (Höhner Bass Harm), shaker.
- Ringo Starr: batería (Ludwig Super Classic), pandereta, armónica (Höhner Cromatic).
- George Martin: piano (Hamburg Steinway Baby Grand), armonio (Mannborg), órgano (Wurlitzer), glockenspiel, tape loops.
- Mal Evans: armónica (Höhner Cromatic).
- Neil Aspinall: armónica (Höhner Cromatic).
- Geoff Emerick: tape loops.